# Андре Жоліве
Андре́ Жоліве́ (фр. André Jolivet; 8 серпня 1905 — 20 грудня 1974) — французький композитор.

## Біографія
Народився в сім'ї батька-художника і матері-піаністки в Парижі. Композиції вчився у Едгара Вареза. В 1935 разом з Олів'є Мессіаном став одним із засновників музичного товариства «Спіраль» (La spirale), на базі якого в 1936 формується група «Молода Франція» (La jeune France), що виступила противагою естетичним позиціям неокласицизму Стравінського та композиторів «Шістки». В роки Другої світової війни діяльність групи була перервана, сам Жоліве був призваний до армії. Враження воєнних років знайшли своє втілення у таких творах, як «Меса на день миру» і «Три скарги солдата».
У повоєнні роки Жоліве починає також виступати з публікаціями. Його дебютом стала стаття в журналі «Чорне і біле» (Noir et Blanc) під назвою «Досить Стравінського» (Assez de Stravinsky), в якій він оголосив, що творчість цього композитора не здійснила на французьку музику ніякого впливу. Стаття викликала великий інтерес у музичної громадськості, на захист Стравінського виступив Франсіс Пуленк: відгукнувся в газеті «Фігаро» статтею «Хай живе Стравінський» (Vive Stravinsky).
З 1945 по 1959 Жоліве був музичним керівником театру «Комеді Франсез» і написав музику до ряду театральних постановок. Композитор також працював на радіо, писав музику до кінофільмів, багато подорожував. Під враженням від поїздок до країн Середнього Сходу, Східної Азії та Африки Жоліве знову звернувся до екзотичного музичного матеріалу, що знайшло втілення у фортепіанному концерті (1949—1950), Першій симфонії (1953) і деяких інших творах. Жоліве також цікавився французькою культурою: серед його творів 1950-х — 1960-х років — ораторія «Правда про Жанну д'Арк» (1956), «Чудові закохані» для оркестру (1961) за мотивами творів Мольєра і Люллі. В останньому творі оригінально поєднуються барокові форми і жанри та сучасні прийомами оркестрування. У 1959 Жоліве заснував в Екс-ан-Провансі Французький центр музичного гуманізму, з 1961 викладав композицію в Паризькій консерваторії. В останні роки життя композитор планував написати оперу «Невідомий солдат», однак задум залишився нездійсненим.

## Основні твори
Музичний театр

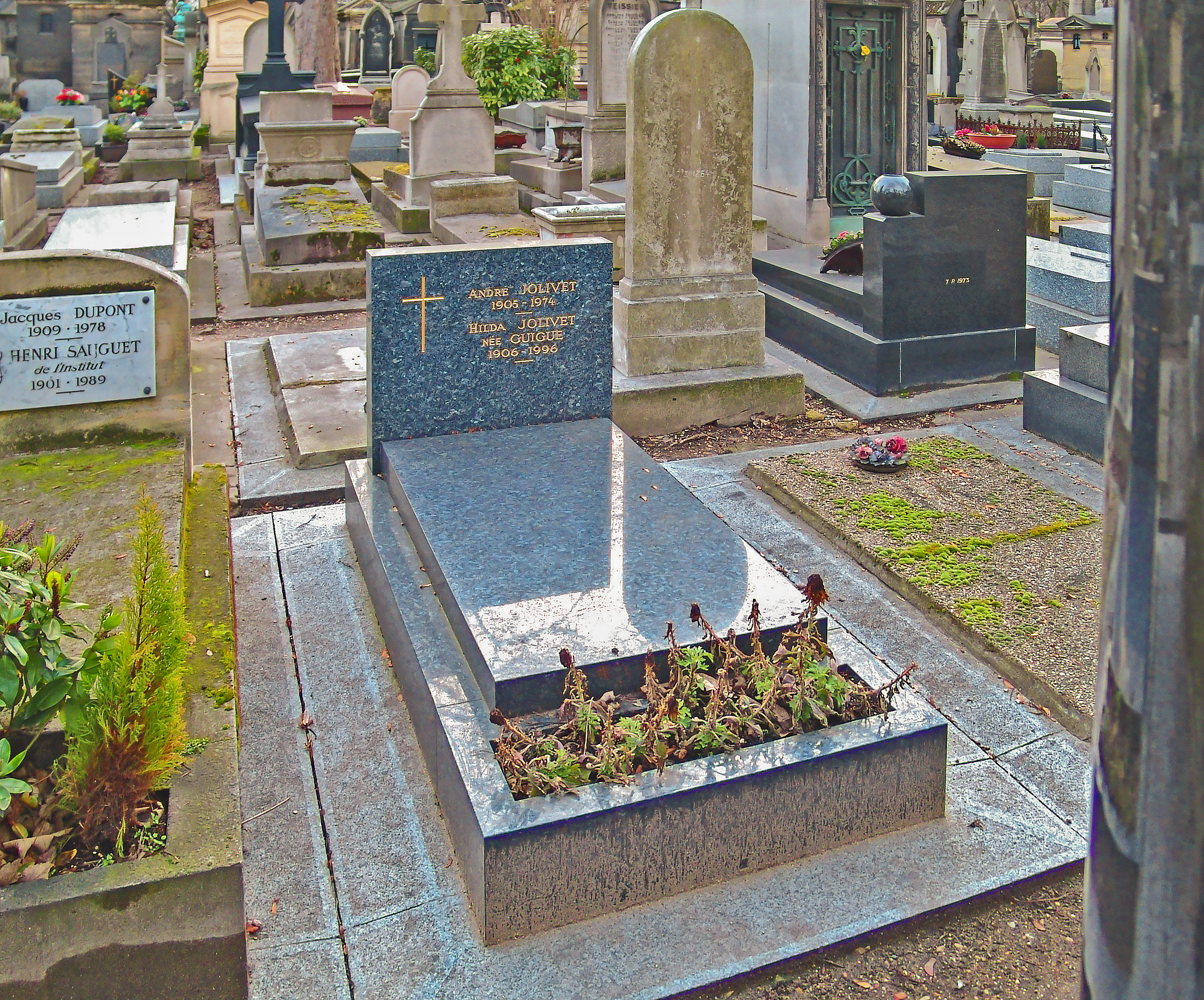
Могила Жоліве на цвинтарі Монмартр

- «Красуня і чудовисько», балет (1938, спільно з Лезюром)
- «Чотири правди», балет (1941)
- «Долорес, або Чудо жінки», опера-буф (1942)
- «Петрушка і Пандора», балет (1943)
- «Невідома», балет (1943)
- «Аріадна», балет (1964)
- «Богомильство, або Загублений лейтенант» («Невідомий солдат»), опера (1974, не закінчена)

Вокально-оркестрові твори
- «Страшний суд», кантата для голосів, хору та оркестру (1941);
- «Правда про Жанну», ораторія для шести голосів, читця, хору й оркестру (1956)
- Меса «Uxor tua» для п'яти голосів та камерного ансамблю (1962);
- Мадригал для чотирьох голосів і струнних (1963)
- «Серце і матерія», кантата для п'яти голосів, хору та оркестру (1965)

Оркестрові твори
- Три симфонії для великого оркестру (1953, 1959, 1964), «Танцювальне симфонія» (1940), симфонія для струнних (1961)
- Концерти з оркестром: для  хвиль Мартено (1947), для  флейти (1949, зі струнними), для фортепіано (1949—1950), для  арфи (1952, з камерним оркестром), для фагот а, арфи і фортепіано (1954, зі струнними) для  труби (1954), для  ударних (1958), для віолончелі (№ 1 — 1962, № 2 — 1966), для скрипки (1972); Концертино для труби і фортепіано (1948, зі струнними)
- Анданте для струнних (1935), «Танець-заклинання» (1936), «Космогонія» (1938), П'ять ритуальних танців (1939), «Психея» (1946), «заокеанська сюїта» (1955), Три інтерлюдії з ораторії «Правда про Жанну» (1956), «Французька сюїта» (1957), Адажіо для струнних (1960), «Чудові закохані» (1961)

Камерні твори
- Струнні інструменти: Сюїта для струнного тріо (1930), Граве і Жига для скрипки і фортепіано (1930), «Колискова арія» для скрипки і фортепіано (1930), Сюїта для альта і фортепіано (1931), Соната для скрипки і фортепіано (1932), «Вечірня серенада» для скрипки і фортепіано (1932), Струнний квартет (1934), Ноктюрн для віолончелі та фортепіано (1943), Серенада для двох гітар (1956), «Стріла часу» для дванадцяти струнних (1973), «Інь-Ян» для одинадцяти струнних (1973)
- Духові інструменти: «Пісня Лінос» для флейти та фортепіано (1944), Серенада для гобоя і фортепіано (1945), «бравурна арія» для труби або корнета і фортепіано (1952), «Пісня орінокскіх човнярів» для гобоя і фортепіано (1953), Фантазія-експромт для альтового саксофона і фортепіано (1953), Фантазія-каприс для флейти і фортепіано (1953), «Роздум» для кларнета і фортепіано (1954), «Cabrioles» для флейти та фортепіано (1953), Соната для флейти і фортепіано (1958), Сонатина для флейти і кларнета (1961), Сонатина для гобоя і фагота (1963)
- Змішані склади: Маленька сюїта для фортепіанного квінтету, контрабаса та ударних (1947), «Рапсодія для сімох» для кларнета, фагота, корнета, тромбона, ударних, скрипки та контрабаса (1957), Дванадцять інвенції для духового і струнного квінтетів, труби і тромбона (1966), «У сільському дусі» для флейти та арфи (1963), Концертна сюїта для флейти та ударних (1965), «Протиріччя» для гобоя і арфи (1968), барокове аріозо для труби і органу (1968), «Церемоніал», посвята Едгар Варез для шести ударних (1968), «Гептада» для труби і шести ударних (1971), «Піпобек» для блокфлейти та ансамблю ударних (1972), Три поеми для хвиль Мартено та фортепіано (1935), Увертюра у формі рондо для чотирьох хвиль Мартено, двох фортепіано та ударних (1938), Маленька сюїта для флейти, альта і арфи (1941), дельфійська сюїта для дванадцяти інструментів (1943), «Різдвяна пастораль» для флейти, фагота і арфи (1943)

Твори для інструментів соло без супроводу
- «Апокаліптичний прелюдія» для органа (1935), «П'ять заклинань» для флейти (1936), П'ять інтерлюдій для органу (1947), «Гімн Всесвіту» для органа (1961—1962), Два концертних етюди для гітари (1963), Сюїта-рапсодія для скрипки (1965), Концертна сюїта для віолончелі (1965), Прелюдія для арфи (1965), П'ять Еклогіт для альта (1967), «аскези», п'ять п'єс для флейти (або альтовий флейти або кларнета; 1967), «Мандала» для органа (1969), «Пам'яті Робера де Візе» для гітари (1972)

Твори для фортепіано
- Дві сонати (1945, 1957)
- «Варварський романс» (1920); Сарабанда на ім'я Еріка Саті (1925); Танго (1927), «Два рухи» (1930); «Три часу» (1930); Шість етюдів (1931); «Танці для Зізу» (1934), «Сіда Яхія» (1934); Танго «Алжир» (1934), «Старий верблюд» (1935); «Мадія» (1935); «Фом Бом Бо» (1935); «Мана», шість п'єс (1935); Етюд в античних ладах (1944); Румунська танець (1948); «Наївні пісні», шість п'єс (1951); «Колискова в гамаку» (1951)
- Хорал і фугато для фортепіано в чотири руки (1932), «Танок змії Хопі» для двох фортепіано (1948), «Патчінко» для двох фортепіано (1970)

Камерно-вокальні твори
- Пісні та романси для голосу і фортепіано, для голосу та камерних ансамблів на вірші французьких поетів

Інше
- Музика до театральних вистав (більше 20) за п'єсами Лопе де Вега, Мольєра, Мюссе, Клоделя та інших авторів
- Музика до художніх і документальних фільмів (у тому числі в співавторстві з Онеггером і Лезюром)